# Constitution colombienne de 1991
Lire en ligne

Secrétariat général du Sénat : (es) texte consolidé ;
Wikisource : (es) Constitution consolidée en 2004

Constitution de 1886
La Constitution de la Colombie a été adoptée en 1991, remplaçant l'ancienne Constitution de 1886.

## Contexte et promulgation
Il revient au successeur de Barco, le libéral César Gaviria Trujillo (1990-1994), de mener à bien ce nouveau projet de Constitution.
Le 4 juillet 1991 est adoptée une nouvelle Constitution particulièrement progressiste et moderne : la Colombie est déclarée « État social de droit, organisée en République unitaire, décentralisée […], démocratique, participative et pluraliste, fondée sur le respect de la dignité humaine ». (art. 1)
Elle garantit la primauté des droits inaliénables de l'homme (art. 5), la protection de la diversité ethnique et culturelle du pays (art. 7), l'inviolabilité du droit à la vie (art. 11), le principe de non-discrimination pour quelque motif que cela soit (art. 13), les droits de la femme (art. 43) et de l'enfant (art. 44) ainsi que ceux des travailleurs (art. 53 à 57).
Du fait de son insistance sur l'écologie et l'environnement, la Constitution de 1991 est considérée comme un exemple de « constitutionnalisme vert ».
Elle supprime la notion d'état de siège, remplacé par celui d'état de commotion interne, beaucoup plus restrictif et protecteur des droits de l'homme. En outre, elle va vers une décentralisation de l'État, les départements acquérant une relative autonomie, l'État central leur déléguant les responsabilités administratives et entérinant les élections directes des maires et gouverneurs de départements. D'autre part, elle reconnaît les droits linguistiques, culturels et politiques des minorités amérindiennes et afro-colombiennes. Enfin, elle ouvre le jeu politique à tous les partis.
La Constitution interdit l'extradition des citoyens colombiens, enjeu important du terrorisme des narco-trafiquants pendant les années 1980-1990 (cartel de Medellin de Pablo Escobar, etc.). Cette disposition a été abrogée en 1996.

## Adoption par plébiscite
Ce projet est adopté massivement par plébiscite et permet la démobilisation et l'entrée politique de l'EPL et d'autres mouvements guérilleros minoritaires (Quintín Lame, PRT…). Le parti créé à la suite de l'entrée en politique du M-19 remporte 26 % des suffrages lors de l'élection pour la Constituante (et a donc largement contribué à sa rédaction) et son principal représentant, Antonio Navarro, arrive à la troisième place de l'élection présidentielle de mai 1990 (qui voient la victoire de Gaviria) devant le candidat conservateur.

## Amendements
La disposition interdisant au président de la République de briguer un second mandat est abrogée en 2004, puis rétablie en 2015 à l’initiative de Juan Manuel Santos.

## Démocratie directe
Les articles 103 et 104 de la constitution colombienne de 1991 font du référendum un moyen d'expression de la souveraineté du peuple, au résultat légalement contraignant. L'article 155 permet ainsi à un projet de loi dont celui d'un référendum d'être porté au parlement s'il réunit les signatures d'au moins 5 % des électeurs inscrits sur les listes électorales. Un porte parole peut être désigné pour être entendu par le parlement à n'importe quelle étape du processus.
Une initiative populaire franchissant cette étape est automatiquement considérée comme prioritaire au niveau parlementaire, l'article 163 imposant un délai maximum de 30 jours pour sa prise en compte s'il s'agit d'un simple projet de loi. Dans le cas d'une proposition de référendum, seul le vote favorable du Sénat est obligatoire au niveau parlementaire sans qu'il soit nécessaire de consulter la Chambre des représentants, ainsi que la décision du président de la Colombie approuvée en conseil des ministres.
Le projet de loi est alors soumis à référendum à une date indépendante de tout autre scrutin électoral. Comme l'ensemble de ces derniers en Colombie, les référendums sont soumis à l'article 41 de la loi électorale, qui impose une participation minimale d'un tiers (33,3 %) des inscrits est requise pour que le résultat, approuvé ou rejeté à la majorité absolue (50 % +1) des voix soit déclaré valide,.